# Concilio di Roma (465)
Il concilio di Roma fu tenuto il 19 novembre 465 nella basilica di Santa Maria Maggiore, sotto la presidenza di papa Ilario.

## Contesto storico
Il concilio romano del 465 fu occasionato da una controversia sorta nella Chiesa spagnola. Nel 464 i vescovi della provincia ecclesiastica di Tarragona si erano riuniti in sinodo alla guida del metropolita Ascanio di Tarragona ed avevano affrontato due problemi, per i quali i padri sinodali avevano richiesto il parere del vescovo di Roma.
Il primo riguardava l'atteggiamento del vescovo Silvano di Calahorra il quale, senza tener conto delle regole ecclesiastiche, aveva ordinato diversi vescovi senza consultare il metropolita e senza la presenza richiesta di altri vescovi consacranti, ed aveva anche consacrato un prete non appartenente alla sua provincia ecclesiastica. Il sinodo chiese a Roma che atteggiamento assumere nei confronti di Silvano e dei vescovi da lui consacrati.
Il secondo problema riguardava invece il vescovo Nundinario di Barcellona; questi, sul letto di morte, aveva espresso il desiderio che fosse scelto come suo successore Ireneo, che lui stesso aveva consacrato corepiscopo di una città della sua diocesi. Il sinodo di Tarragona ratificò questo desiderio; tuttavia i vescovi vollero avere l'approvazione della sede di Roma, e nella lettera inviata al pontefice segnalarono come spesso si presentavano casi simili di un vescovo che suggeriva la nomina del suo successore, prassi evidentemente diffusa in tutta la Spagna.

## Il concilio
Il concilio fu riunito da papa Ilario nella basilica di Santa Maria Maggiore il 19 novembre 465, alla presenza di 48 vescovi. Dopo la lettura delle missive della Spagna, l'assemblea approvò cinque canoni:
1. sulle ordinazioni episcopali, si devono osservare scrupolosamente le leggi canoniche e gli ordinamenti del concilio di Nicea;
2. chi sposa una vedova o si sposa lui stesso una seconda volta, non può accedere agli ordini sacri;
3. non possono essere ordinati gli analfabeti, i mutilati e coloro che hanno fatto un percorso di penitenza[3]; le ordinazioni di queste persone sono nulle;
4. ogni vescovo deve condannare ciò che ha fatto o i suoi predecessori hanno fatto contro le leggi canoniche, e solo così sarà trattato benevolmente; altrimenti sarà punito;
5. è irregolare l'abitudine diffusasi in Spagna di nominare o suggerire il proprio successore su una cattedra episcopale.

In conformità ai canoni approvati dall'assemblea, papa Ilario scrisse due lettere ai vescovi della provincia di Tarragona, in cui il pontefice espresse le sue posizioni sulle questioni spagnole:
- d'ora in avanti non si dovranno più ordinare vescovi senza il consenso del metropolita Ascanio;
- il vescovo Ireneo deve abbandonare la sede di Barcellona, e il clero locale deve procedere all'elezione di un nuovo vescovo; se Ireneo non obbedisce perderà anche la sede di cui era corepiscopo;
- i vescovi ordinati da Silvano e lo stesso Silvano devono essere deposti; Ilario raccomanda che non ci siano più due vescovi per la stessa città e proibisce che i vescovi siano bigami, ignoranti, mutilati o che in passato siano stati dei lapsi.

## I partecipanti
Le firme conciliari indicano che, oltre a papa Ilario, al concilio presero parte 49 vescovi. Il seguente elenco è quello riportato da Giovanni Domenico Mansi nella sua Sacrorum conciliorum nova et amplissima collectio, che riproduce nell'ordine le firme dei segnatari della lettera sinodale:
- Massimo di Torino
- Ingenuo di Embrun
- Medionensis[7]
- Saturnino di Avignone
- Pietro di Porto
- Paolino di Acquaviva
- Primo di Atella
- Palladio di Salpi
- Gaudenzio di Aveia[8]
- Sotero di Napoli
- Tiburzio di Capua
- Probo di Canosa
- Gaudenzio di Squillace
- Felice di Luni
- Eubodio di Tiferno
- Eusebio di Siena
- Maiorano di Asti
- Giusto di Faenza[9]
- Felice di Siponto
- Concordio di Bari
- Urano[10]
- Caprario di Cassino[11]
- Gennaro di Palestrina
- Cusitanus
- Assesentinus[12]
- Costantino di Aquino
- Adeodato di Cuma
- Pretestato di Terni
- Tiberio di Curi
- Claudio di Pausula[13]
- Geronzio di Camerino
- Adeodato di Velletri
- Lucifero di Tiferno Metaurense
- Crespiano di Subaugusta
- Romano di Albano
- Servideo di Nomento
- Florenzio di Telese
- Ilario di Amelia
- Candido di Tivoli
- Paolo di Foro Novo
- Eusebio di Sutri
- Apuleio di Tarquinia
- Gaudenzio di Anzio
- Asterio di Gabi
- Proiettizio di Nepi
- Asterio di Foro Claudio
- Filippo di Numana
- Gaudenzio di Bettona
- Restituto e Ottavio Afris